# پرجاپتی
پرَجاپَتی (پراجاپاتی هم نوشته‌اند) ایزد-پدر نخستین در آئین هندوئیسم و همپای زُروان، ایزد-پدر نخستین در ایران است.

## آفرینش در ریگ‌ودا
اسطوره اصلی ریگ‌ودا اسطورهٔ آفرینش است که به چندین شیوه ارائه شده‌است.

### افسانهٔ اصلی آفرینش در ریگ‌ودا
شیوهٔ غالب آن است که جهان از آشوب ازلی ناشی شد تا هنگامی که سرور خدایان ایندرا، خدای باران و خدای خورشید ویشنو و خدای زمین را از آسمان جدا ساخت. سپس، خورشید برآمد و از آن نقطه، ناف زمین به صورت ستونی عمودی برخاست تا آسمان و زمین را از هم جدا نگاه دارد. این ستون محور جهان به‌شمار می‌رود.
اکنون سه جهان وجود داشت: آسمان، زمین و اثیر جداکننده. روایت است که ویشنو این سه جهان را با سه گام بزرگ خود اندازه گرفت (آفرینش از دیدگاه ودایی). علی‌رغم اشارات مبهمی که دربارهٔ جهان فرودین در این اساطیر وجود دارد در ریگ‌ودا، اشارات زیادی در این‌باره مشاهده نمی‌شود. خورشید، شب هنگام، در زیرزمین در حرکت است و صبح‌گاهان، از شرق بازمی‌گردد و این نقش آینه‌گون جهان (جهان درخشان) به توسط وارونا فرمانروایی می‌شود که خدای نظم کیهانی و سرور آب‌هاست. در ادبیات متأخر، جهان فرودین، سرزمینی تاریک و زیستگاه دیوان به‌شمار می‌رود.

### افسانهٔ پوروشا
یک سرود متأخر ودایی، گونه‌ای دیگر از آفرینش را بدین‌گونه توصیف می‌کند. موجودی کیهانی به نام پوروشا، به هنگام قربانی آغازین، اعضای بدنش از هم جدا می‌شود و از بخش‌های جدا شدهٔ بدن وی، جهان هستی و چهار طبقهٔ نظم اجتماعی شامل راهبان، جنگجویان، تودهٔ مردم و خدمتگزاران شکل می‌گیرند. صورت متأخرتر و انتزاعی‌تر یک سرود دینی دربارة آفرینش می‌گوید: جهان از نیستی پدید آمده‌است و در آغاز، نه روز بود و نه شب، نه مرگ بود و نه بی‌مرگی. سپس، از میان تاریکی‌ها و سیل آغازین، آرزو تولد یافت، اما حتی خدایان نیز خاستگاه این آفرینش را نمی‌شناختند، زیرا آنان، پس از آفرینش جهان ظاهر شدند.

### افسانهٔ پرجاپتی
به تدریج، یک خدا به نام پرجاپتی به عنوان خالق و سرور موجودات شناخته شد که بعدها، نام برهما به خود گرفت. در ریگ‌ودا، خدای آسمان با دخترش می‌آمیزد و نطفهٔ او در سپیده‌دم بر زمین می‌ریزد. تا روزگار برهماناها، این عمل به پرجاپتی نسبت داده‌می‌شد که در متون کهن به عنوان خدای «زرین تخمه» مشهور بود. نطفهٔ زرین او در آب‌های کیهانی ریخت و پرورش یافت به دو نیم شد: پوستهٔ فرازین آسمان را تشکیل داد و پوستة زیرین، زمین را شکل بخشید، در حالی که خورشید زردهٔ زرین آن بود. حتی در کیهان‌شناسی متأخرتر هندی، جهان را تخمهٔ برهما می‌خوانند و به صورت گویی بسته تلقی می‌کنند.
اشارهٔ ضمنی به آفرینش از طریق زنای با محارم بعدها، در برهماناها، شایع شد و پرجاپتی سه پسر، یعنی (آتش، باد، خورشید) و سپس، ماه و یک دختر یعنی سپیده‌دم را که آرزو و دنبال کرده‌بود. فراز آفرید. دختر از چنگ او گریخت و به شکل ماده آهو درآمد ولی پرجاپتی، شکل گوزن نر به خود گرفت. دختر ماده گاو شده و او به صورت نره گاو درآمد. دختر اسب ماده شد و او نریان گردید و بدین صورت بود که همهٔ موجودات، حتی مورچه‌ها آفریده‌شدند.
پسران پرجاپتی نیز سپیده‌دم را آرزو کردند و تخمه‌های خود را بر زمین ریختند ولی صورت خدایی درنده، به نام رودرا، به خود گرفت. در برخی از اسطوره‌های دیگر نقل‌است که خدایان از عمل زشت پرجاپتی غمگین شدند و برای تنبیه پرجاپتی، رودرا را آفریدند. خود رودرا، در اسطوره‌شناسی متأخر هندویی، خدایی است که تخمه‌های زرین او برزمین ریخت و خدای اسکاندا به وجود آمد.
بعدها در روایاتی از اسطوره‌های آفرینشی، چندین مفهوم اساسی درهم ادغام شد. در آغاز آب‌های نخستین، آرزوی افزایش کردند و سپس آن‌ها خود را گرم نمودند تا تخم زرین ایجاد کنند و از آن پرجاپتی تولد یافت. سپس او نام‌هایی برای زمین، اثیر و آسمان ساخت، و از کلمه‌ها، خود آن مفاهیم، هستی یافتند. وی آرزوی فرزند کرد و پدر خدایانی شد که با رسیدن به آسمان صورت الهی به خود می‌گرفتند و دیوان که تاریکی و شرّ را موجب می‌شدند، پرجاپتی را مجبور ساختند، تا آنان را از پای درآورد.